# اکس‌اندوای
اکس‌اندوای، ایکس و ایگرگ یا ایکس و وای (به انگلیسی: X&Y) سومین آلبوم استودیویی گروه آلترناتیو راک بریتانیایی، کلدپلی است که در تاریخ ۶ ژوئن ۲۰۰۵ منتشر شده‌است.این آلبوم سبکالکتروراک را در پیش گرفته‌است. این آلبوم در اکثر کشورها شماره یک شد و توانست چهار هفته در جدول موسیقی آمریکا شماره یک باشد. ایکس اند وای پرفروش‌ترین آلبوم جهان سال 2005 می‌باشد .

## فهرست آهنگ‌ها
همهٔ ترانه‌ها توسط کرس مارتین, جانی باکلند,  گای بریمن, و ویل چمپیون نوشته شده‌است.
| شماره      | نام                                                                               | مدت   |
| ---------- | --------------------------------------------------------------------------------- | ----- |
| ۱.         | «میدان اول»                                                                       | ۴:۴۷  |
| ۲.         | «چی میشد اگر»                                                                     | ۴:۵۷  |
| ۳.         | «سایه‌های سپید»                                                                    | ۵:۲۸  |
| ۴.         | «می‌سازمت»                                                                         | ۴:۵۴  |
| ۵.         | «حرف بزن» (writers: Martin, Buckland, Berryman, Champion, Hütter, Bartos, Schult) | ۵:۱۱  |
| ۶.         | «اکس اندوای»                                                                      | ۴:۳۴  |
| ۷.         | «سرعت صوت»                                                                        | ۴:۴۸  |
| ۸.         | «یک پیام»                                                                         | ۴:۴۵  |
| ۹.         | «پایین»                                                                           | ۵:۳۲  |
| ۱۰.        | «دشوارترین بخش»                                                                   | ۴:۲۵  |
| ۱۱.        | «در دریا غرق شده»                                                                 | ۳:۵۸  |
| ۱۲.        | «منطق پیچیده»                                                                     | ۵:۰۱  |
| ۱۳.        | «هنگامی که پادشاه آمد»                                                            | ۴:۱۰  |
| مجموع مدت: | مجموع مدت:                                                                        | ۶۲:۳۰ |